# Jioji Konrote
Jioji Konousi »George« Konrote, fidžijski politik, * 26. december 1947, Rotuma, Fidži.
Konrote je aktualni predsednik Fidžija.

## Življenjepis
Jioji Konrote se je rodil 26. decembra 1947 na fidžijskem otoku Rotuma, kjer se je tudi izobraževal. Leta 1966 je bil poklicni vojak fidžijske vojske. Višjo izobrazbo je pridobival na Avstralskem kolegiju za obrambo in strateške študije, na Avstralski akademiji obrambnih sil v Canberri ter na kenijski vladni šoli in leta 2000 na Univerzi na Harvardu. Bil je udeležen v mirovnih misijah v Libanonu, kjer je poveljeval fidžijskim silam. 

### Diplomacija in politika
Leta 2001 je bil imenovan za visokega komisarja Fidžija v Avstraliji. Ob koncu mandata leta 2006 je bil na volitvah izvoljen za zastopanje Rotumanske občinske enote. Kasneje je bil imenovan za ministra za priseljevanje in nekdanje vojake v kabinet tedanjega predsednika vlade Laisenia Qarase. Mandat ni trajal dolgo, saj je bila vlada 5. decembra 2006 odstavljena v vojaškem udaru, ki ga je vodil Frank Bainimarama, kasnejši predsednik fidžijske vlade. Leta 2014 je kandidiral za poslanca v stranki FijiFirst (Fidži prvi) ter bil imenovan za ministra za zaposlovanje, produktivnost in industrijske odnose. 
Z mesta ministra je odstopil, ko je bil leta 2015 izvoljen za predsednika države. Zaprisegel je 12. novembra 2015.